# C.A.羅塞蒂鄉 (圖爾恰縣)
C.A.羅塞蒂鄉（羅馬尼亞語：Comuna C.A. Rosetti, Tulcea），是羅馬尼亞的鄉份，位於該國東南部，由圖爾恰縣負責管轄，面積266平方公里，海拔高度2米，2002年人口978，人口密度每平方公里4人。